# Gare de Pougues-les-Eaux
La gare de Pougues-les-Eaux est une gare ferroviaire française de la ligne de Moret - Veneux-les-Sablons à Lyon-Perrache. Elle est située à proximité du bourg centre de la commune de Pougues-les-Eaux, dans le département de la Nièvre, en région Bourgogne-Franche-Comté.
Oouverte en 1861 par la Compagnie des chemins de fer de Paris à Lyon et à la Méditerranée (PLM), c'est une halte de la Société nationale des chemins de fer français (SNCF), desservie par des trains express régionaux de Bourgogne-Franche-Comté (TER Bourgogne-Franche-Comté).

## Situation ferroviaire
Établie à 193 mètres d'altitude, la gare de Pougues-les-Eaux est située au point kilométrique (PK) 240,119 de la ligne de Moret - Veneux-les-Sablons à Lyon-Perrache, entre les gares de Tronsanges et de Garchizy.

## Histoire

### Gare PLM (1861-1937)
La gare de Pougues-les-Eaux est mise en service le 21 septembre 1861 par la Compagnie des chemins de fer de Paris à Lyon et à la Méditerranée (PLM), lorsqu'elle ouvre à l'exploitation les 136 km d'une partie de la première section de sa ligne de Paris à Lyon par le Bourdonnais. Pour desservir Pougues-les-Eaux la ligne s'écarte du fleuve en direction des collines, entre la Loire et la Nièvre. Les terrains nécessaires ont été achetés par la Compagnie en 1858. Desservie par une avenue déjà présente en 1812, elle est située au nord-ouest du bourg, à proximité de l'écart des Métairies. Les voyageurs curistes sont accueillis par des omnibus hippomobile envoyés par les hôteliers de la ville.

La cour avec les omnibus dans les années 1900
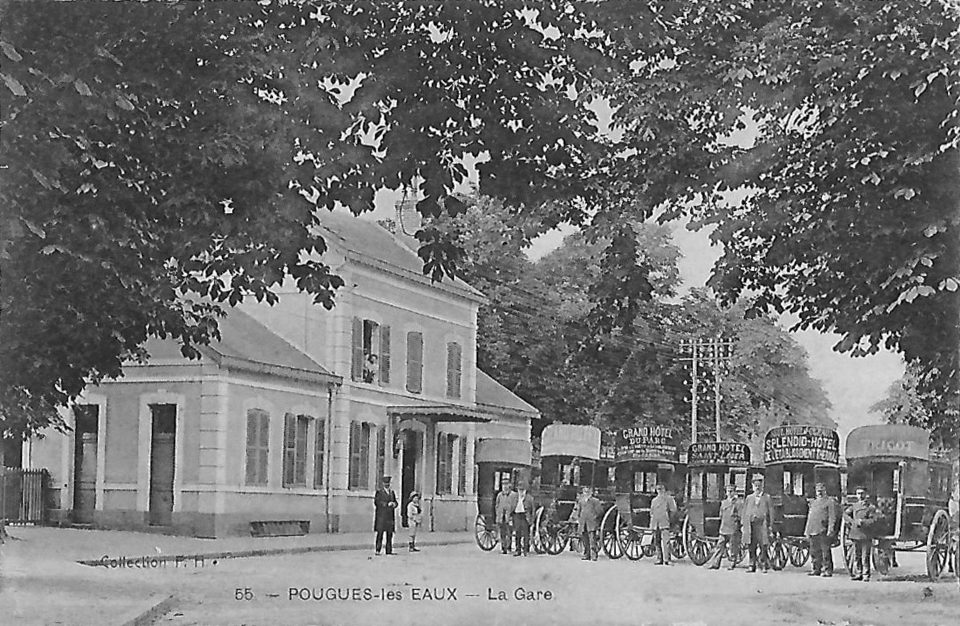
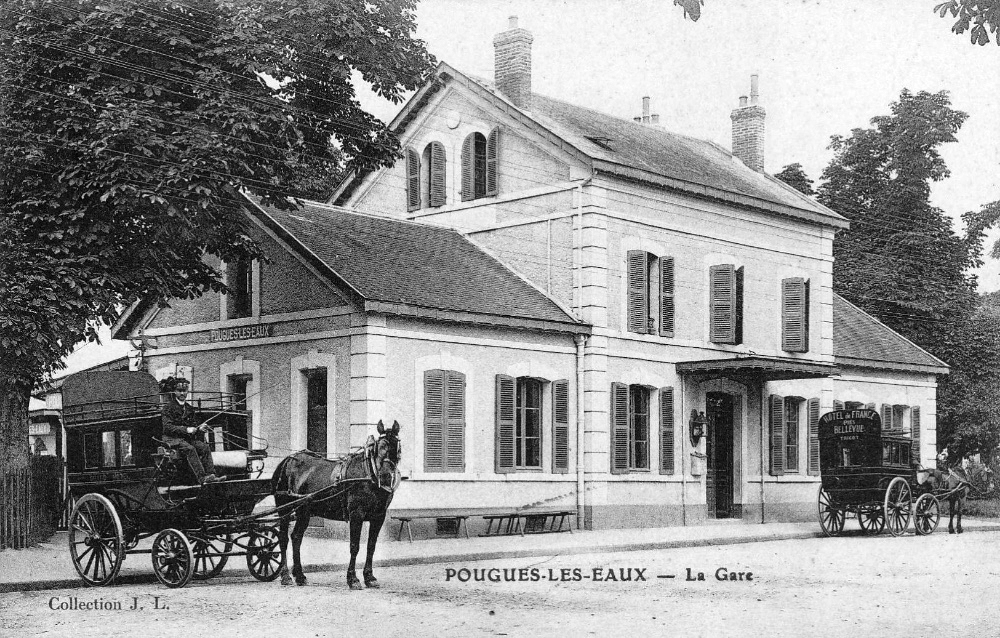
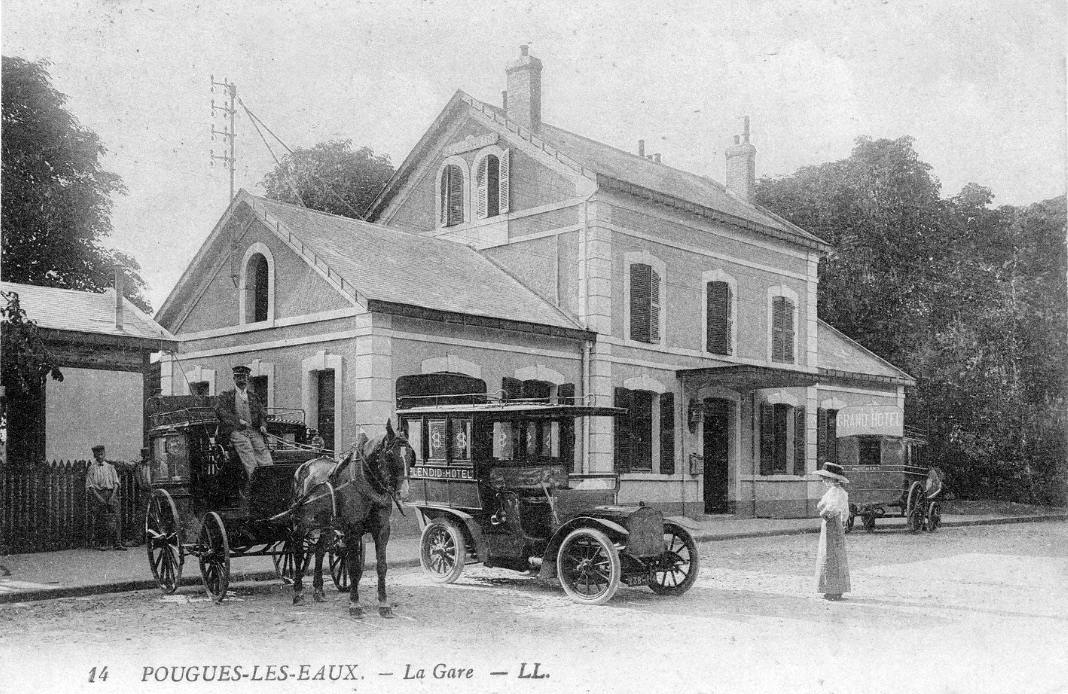

Intérieur de la gare dans les années 1900
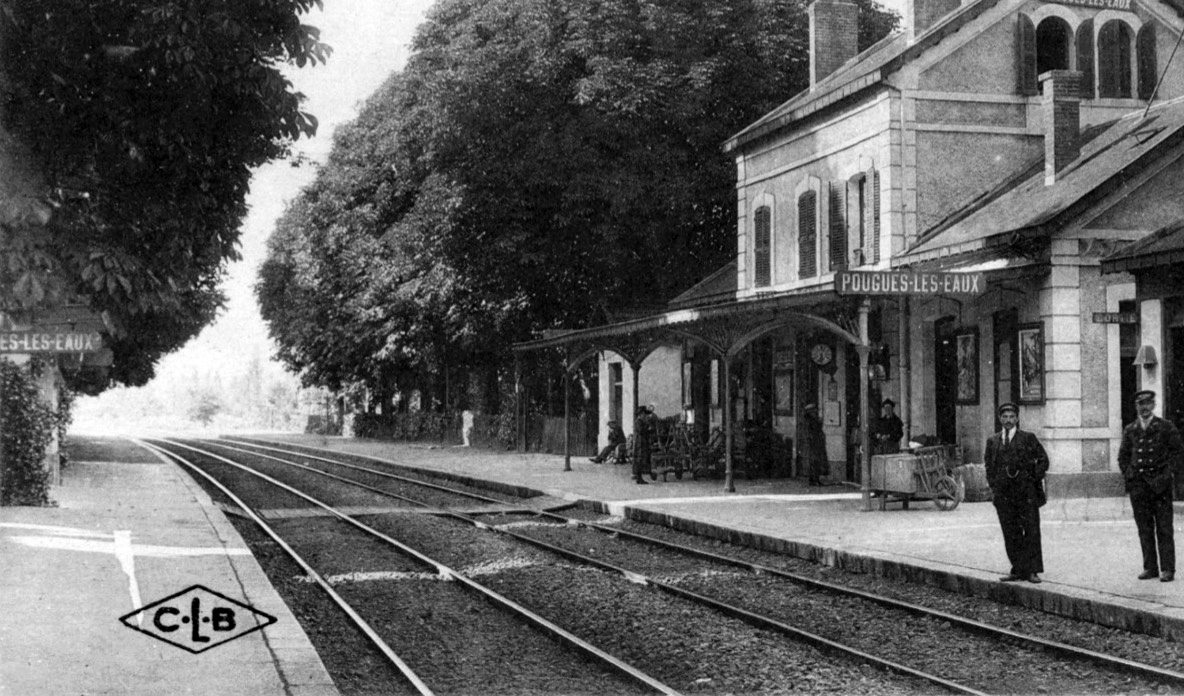
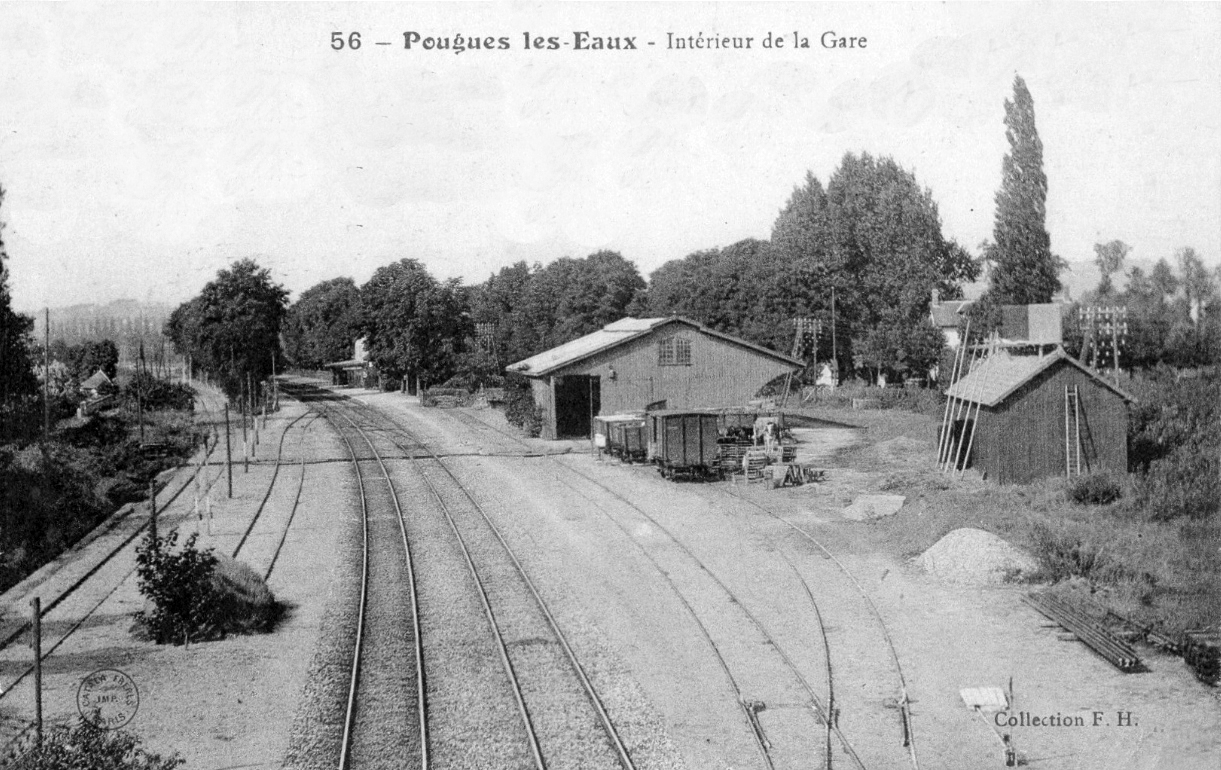

En 1902, les plaques tournantes de 3,40 m sont remplacées par des plaques de 4,40 m. En 1906, les quais sont allongés.
En 1911, la gare figure dans la Nomenclature des gares stations et haltes du PLM. Sur la ligne de Moret-les-Sablons à Nîmes gérée par cette compagnie, elle est située entre la halte de Tronsanges et la gare de Fourchambault. C'est une gare ouverte aux services complets de la grande vitesse et de la petite vitesse.

### Gare SNCF (depuis 1938)
En 1985, la gare de Pougues-les-Eaux délivre pour le service voyageurs : 14 669 billets et 701 abonnements et a une activité marchandises avec 8 016 t en réception et 5 954 t en expédition.

## Service des voyageurs

### Accueil

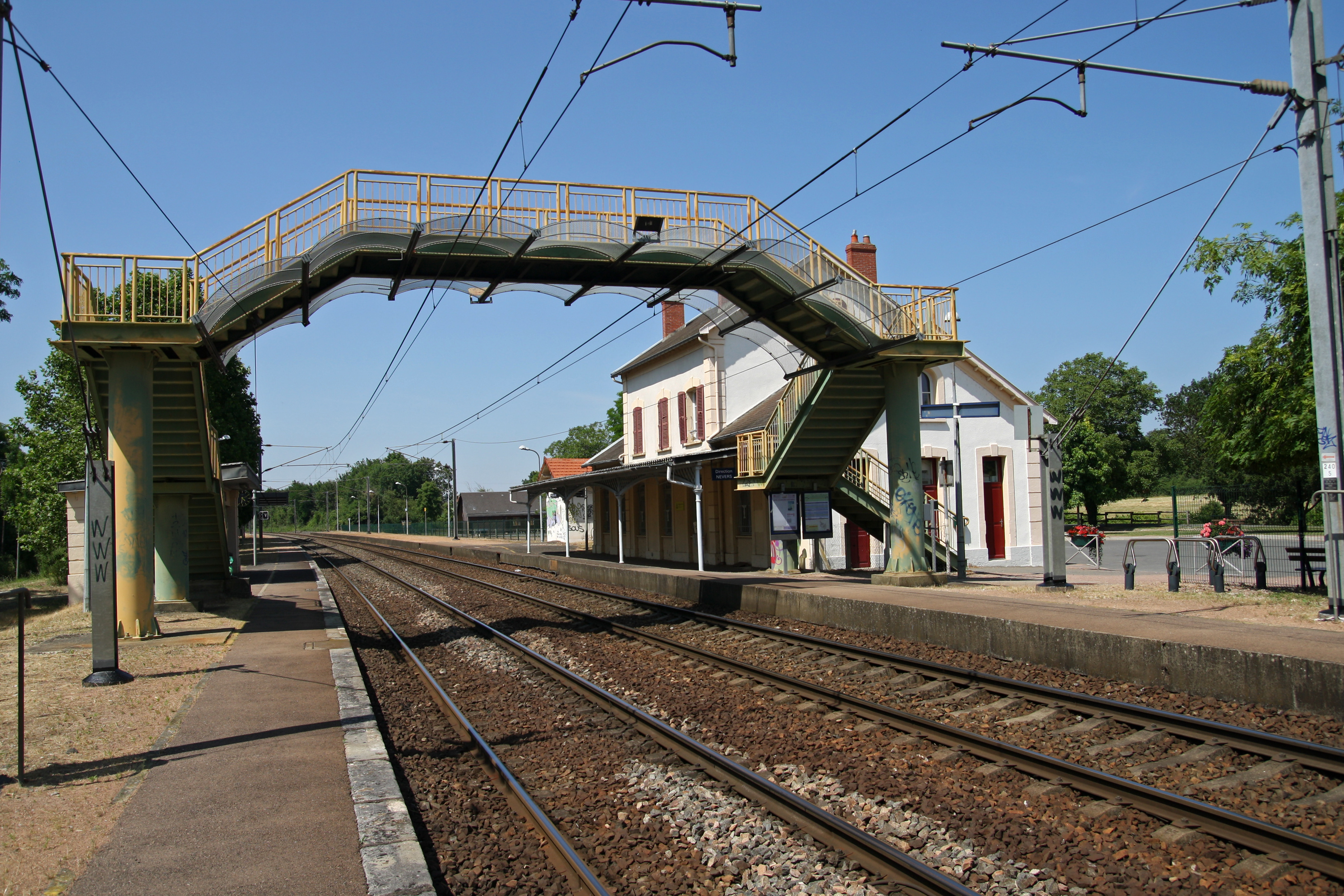
Quais de la gare avec la passerelle.

Halte SNCF, c'est un point d'arrêt non géré (PANG) équipé de deux quais avec abris. Une passerelle permet le passage en sécurité d'un quai à l'autre.

### Desserte
Pougues-les-Eaux est desservie par des trains TER Bourgogne-Franche-Comté, circulant entre Nevers et Cosne et Paris.

### Intermodalité
Un abri sécurisé pour les vélos y est installé. Le stationnement des véhicules est possible à proximité.

## Patrimoine ferroviaire
Le bâtiment voyageurs d'origine, construit en 1861 par la Compagnie des chemins de fer de Paris à Lyon et à la Méditerranée (PLM),est toujours présent sur le site.